# Garde impériale

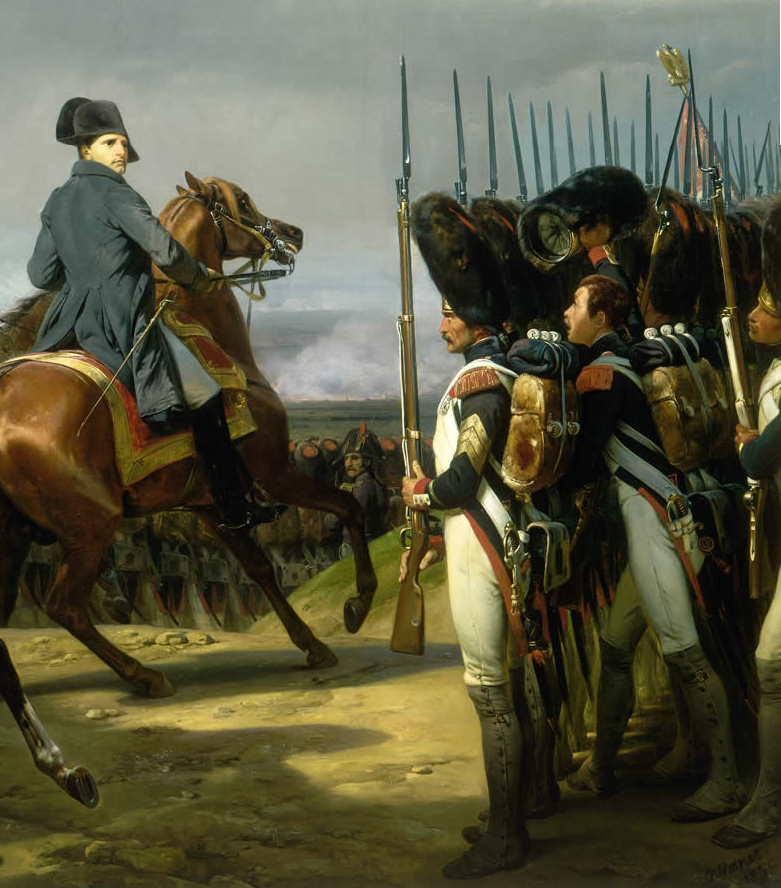
Napoleon reitet während der Schlacht bei Jena an seiner Alten Garde vorbei. Bildausschnitt aus einem Ölgemälde von Emile Jean Horace Vernet (19. Jh.)

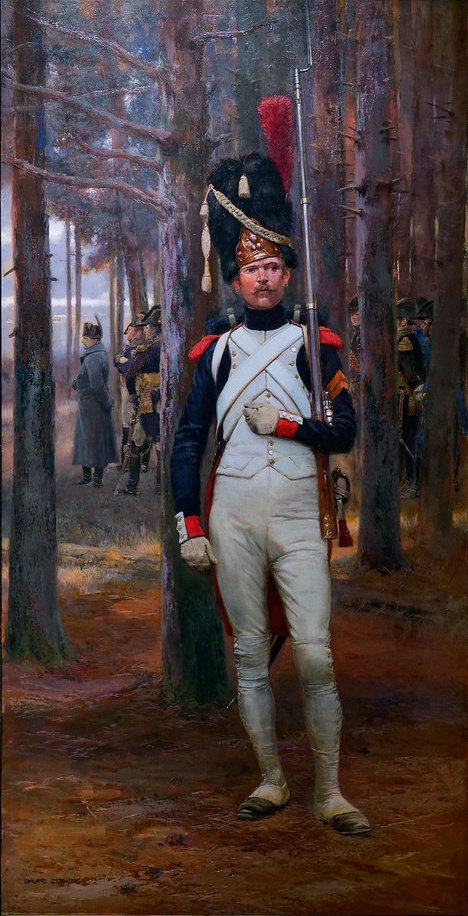
Grenadier der Kaiserlichen Garde

Die Kaiserliche Garde (französisch Garde impériale) entstand im Jahre 1804 in Frankreich nach der Thronbesteigung von Kaiser Napoleon durch Umbenennung der „Konsulargarde“.

## Napoleon und seine Garde
Die 1804 auf der Grundlage der alten Konsulargarde aufgebaute Kaiserliche Garde war eine persönliche Schöpfung Napoleons. Zu Beginn bestand sie lediglich aus acht Einheiten:
- dem Régiment Grenadiers à cheval de la Garde impériale
- dem Régiment Chasseurs à cheval de la Garde impériale
- der Mamelouks de la Garde impériale
- dem Régiment der Gendarmerie d’élite de la Garde impériale
- dem 1er régiment de grenadiers à pied de la Garde impériale
- dem 1er régiment de chasseurs à pied de la Garde impériale
- dem Bataillon des Marins de la Garde impériale
- dem Régiment d’artillerie à cheval de la Garde impériale

In den folgenden 11 Jahren des Bestehens der Garde kamen eine große Anzahl an Formationen hinzu, so das
Régiment de dragons de la Garde impériale 1806, das 1er régiment de chevau-légers lanciers polonais de la Garde impériale 1807 oder die Compagnie de Sapeurs de la Garde impériale 1810.
Bei der Planung des Russlandfeldzuges umfasste sie fast 52.000 Mann. Der Kaiser allein überprüfte und kontrollierte die Rekrutierungen, Beförderungen und kümmerte sich um alle weiteren Details des Dienstes bis hin zum Aussehen der Uniformen. Über seine zahlreichen Feldzüge und Schlachten hinweg entwickelte Napoleon ein sehr persönliches Verhältnis zur Garde, die nicht nur im Krieg für seine persönliche Sicherheit garantierte, sondern auch in Friedenszeiten zu Repräsentationszwecken – etwa durch ihre Anwesenheit bei Staatsbanketten – eingesetzt wurde. Napoleon kannte mehrere hundert seiner Gardesoldaten namentlich und kümmerte sich auch um Einzelschicksale, was die enge persönliche Bindung zwischen ihm und den Soldaten noch verstärkte. Bis Waterloo galt sie als nahezu unbesiegbar.

## Privilegien
Angehörige der Gardeinfanterie erhielten einen doppelt so hohen Sold wie Soldaten der einfachen Linienregimenter. Ein Gardegrenadier beispielsweise erhielt täglich 80 centimes, während sein Pendant in der Linie 30 centimes täglich verdiente. Die Gardedienstgrade rangierten jeweils einen Rang vor denen der regulären Armee; d. h., der Sergent Major (Stabsfeldwebel) der Garde war dienstgradgleich mit dem Sous-lieutenant der Linie, der Garde-Lieutenant rangierte mit dem Capitaine der Linie. Die Gardeeinheiten wurden besser verpflegt und jeder Soldat verfügte über eine eigene Suppenschüssel, während alle übrigen Soldaten der Grande Armée zu mehreren aus einem Topf essen mussten. Darüber hinaus verfügte die Garde über ein eigenes Krankenhaus in Gros-Caillou bei Paris, das unter der Leitung des berühmten Militärarztes Dominique Jean Larrey stand und dessen medizinisches Personal mit großer Sorgfalt ausgewählt wurde. Begegnete ein Garderegiment auf seinem Marsch einem einfachen Linienregiment, so war letzteres verpflichtet, der Garde den Weg frei zu machen, anzuhalten und die Waffen zu präsentieren. Alle diese Privilegien waren darauf ausgelegt, unter den Angehörigen der Garde ein Gefühl des Stolzes zu erzeugen und damit die Motivation der Soldaten zu steigern.

## Gliederung, Stärke
Die Garde des Kaiserreichs umfasste alle Waffengattungen der Zeit. Sie bestand aus schwerer Infanterie (Grenadiere), leichter Infanterie (Jäger, Voltigeurs, Tirailleure und später Flanquere) schwerer und leichter Kavallerie, Fußartillerie, berittener Artillerie, Gendarmen, Marineinfanteristen und Pionieren. Aufgeteilt war die Kaiserliche Garde in die „Alte“, die „Mittlere Garde“ und die „Junge“ Garde. Die 3. und 4. Grenadiere sowie die 3. und 4. Jäger wurden, wie auch die Füsilier-Grenadiere und die Füsilier-Jäger, als „Mittlere Garde“ bezeichnet.
Nach besonderen Leistungen auf dem Schlachtfeld wurden einzelne Regimenter zu Garderegimentern erhoben: Nach dem verlustreichen Sieg am Somosierra-Pass in Spanien (30. November 1808) wurden die Polnischen Chevaulegers von der „Jungen Garde“ in die „Alte Garde“ überführt. Der Augenzeuge Philippe-Paul de Ségur berichtete, dass die Tapferkeit des Regimentes Napoleon so beeindruckte, dass er es die „Mittlere Garde“ überspringen ließ.
Folgende Momentaufnahme vom Tag der Schlacht bei Ligny (16. Juni 1815) gibt einen ungefähren Überblick über die Organisationsstruktur und Truppenstärke gegen Ende des Ersten Kaiserreichs:
| Die Kaiserliche Garde (La Garde Impériale)                   |                                                                         |                                                                         |                                                                         |
| Aide major général                                           | Marschall Adolphe Mortier, ab 18. Juni Général de division Comte Drouot | Marschall Adolphe Mortier, ab 18. Juni Général de division Comte Drouot | Marschall Adolphe Mortier, ab 18. Juni Général de division Comte Drouot |
| Kommandant der Artillerie und der Marineinfanteristen        | Général de division Baron Desvaux de Saint Maurice                      | Général de division Baron Desvaux de Saint Maurice                      | Général de division Baron Desvaux de Saint Maurice                      |
| Commandant du génie                                          | Général de division Baron Haxo                                          | Général de division Baron Haxo                                          | Général de division Baron Haxo                                          |
| Alte Garde                                                   |                                                                         |                                                                         |                                                                         |
| 1. Division                                                  | Général de division Comte Friant                                        | Général de division Comte Friant                                        | Général de division Comte Friant                                        |
| Grenadier-Brigade zu Fuß                                     | Général de division Comte Rouget                                        | Général de division Comte Rouget                                        | Général de division Comte Rouget                                        |
| 1. Grenadiere zu Fuß                                         | Général de brigade Baron Petit                                          | (2 Bataillone)                                                          | 1.006 Mann                                                              |
| 2. Grenadiere zu Fuß                                         | Baron Christiani                                                        | (2 Bataillone)                                                          | 1.063 Mann                                                              |
| 3. Grenadiere zu Fuß                                         | Morvan                                                                  | (2 Bataillone)                                                          | 1.146 Mann                                                              |
| 4. Grenadiere zu Fuß                                         | Général de brigade Harlet                                               | (1 Bataillon)                                                           | 503 Mann                                                                |
| 2. Division                                                  | Général de division Comte Morand                                        | Général de division Comte Morand                                        | Général de division Comte Morand                                        |
| Chasseur-Brigade zu Fuß                                      | Général de division Comte Michel                                        | Général de division Comte Michel                                        | Général de division Comte Michel                                        |
| 1. Jäger zu Fuß                                              | Colonel Comte Cambronne                                                 | (2 Bataillone)                                                          | 1.271 Mann                                                              |
| 2. Jäger zu Fuß                                              | Général de brigade Baron Pelet                                          | (2 Bataillone)                                                          | 1.031 Mann                                                              |
| 3. Jäger zu Fuß                                              | Chevalier Malet                                                         | (2 Bataillone)                                                          | 1.028 Mann                                                              |
| 4. Jäger zu Fuß                                              | Henrion                                                                 | (2 Bataillone)                                                          | 1.041 Mann                                                              |
| Junge Garde Général de division Comte Duhesme                |                                                                         |                                                                         |                                                                         |
| 1. Brigade                                                   | Chartrand                                                               | Chartrand                                                               | Chartrand                                                               |
| 1. Voltigeure                                                | Malcolm                                                                 | (2 Bataillone)                                                          | 1.188 Mann                                                              |
| 1. Tirailleure                                               | Secretan                                                                | (2 Bataillone)                                                          | 935 Mann                                                                |
| 2. Brigade                                                   | Guye                                                                    | Guye                                                                    | Guye                                                                    |
| 3. Voltigeure                                                | Pailhes                                                                 | (2 Bataillone)                                                          | 1.271 Mann                                                              |
| 3. Tirailleure                                               | Hurel                                                                   | (2 Bataillone)                                                          | 1.031 Mann                                                              |
| Leichte Kavallerie                                           | Général de division Comte Lefebvre-Desnouettes                          | Général de division Comte Lefebvre-Desnouettes                          | Général de division Comte Lefebvre-Desnouettes                          |
| Chasseurs à cheval                                           | Général de division Baron Lallemand                                     | (7 Escadrons)                                                           | 1.197 Mann                                                              |
| 1er régiment de chevau-légers lanciers de la Garde impériale | Colonel Pawel Jerzmanowski                                              | Colonel Pawel Jerzmanowski                                              | Colonel Pawel Jerzmanowski                                              |
| 2e régiment de chevau-légers lanciers                        | Général de division Colbert-Chabanais                                   | (6 Escadrons)                                                           | 880 Mann                                                                |
| Lanciers lituaniens de la Garde impériale                    | Colonel Jan Konopka                                                     | Colonel Jan Konopka                                                     | Colonel Jan Konopka                                                     |
| Tartares lituaniens                                          | Samuel Murza Ulan                                                       | Samuel Murza Ulan                                                       | Samuel Murza Ulan                                                       |
| 1er régiment des éclaireurs                                  | Colonel Claude Testot-Ferry                                             | Colonel Claude Testot-Ferry                                             | Colonel Claude Testot-Ferry                                             |
| 2e régiment des éclaireurs                                   | Colonel Laurent Hoffmayer                                               | Colonel Laurent Hoffmayer                                               | Colonel Laurent Hoffmayer                                               |
| 3e régiment des éclaireurs                                   | Colonel Jan Leon Kozietulski                                            | Colonel Jan Leon Kozietulski                                            | Colonel Jan Leon Kozietulski                                            |
| Schwere Kavallerie                                           | Général de division Baron Guyot                                         | Général de division Baron Guyot                                         | Général de division Baron Guyot                                         |
| Grenadiers à cheval                                          | Dubois                                                                  | (6 Escadrons)                                                           | 796 Mann                                                                |
| Dragoner                                                     | Major Laurent Hoffmayer (letzter)                                       | (6 Escadrons)                                                           | 880 Mann                                                                |
| Fußartillerie                                                | Géneral de brigade Henri Dominique Lallemand                            | (72 Kanonen)                                                            | 702 Mann                                                                |
| Artillerie zu Pferd                                          | Duchand                                                                 | (24 Kanonen)                                                            | 380 Mann                                                                |

Illustration der Garde-Infanterie-Regimenter von Adolphe de Chesnel
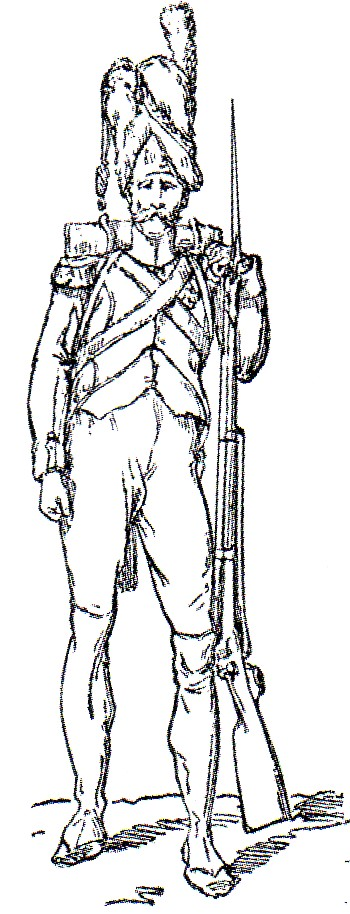
Grenadier
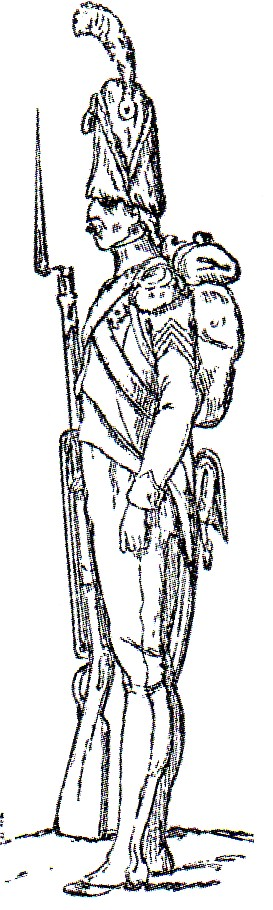
Jäger
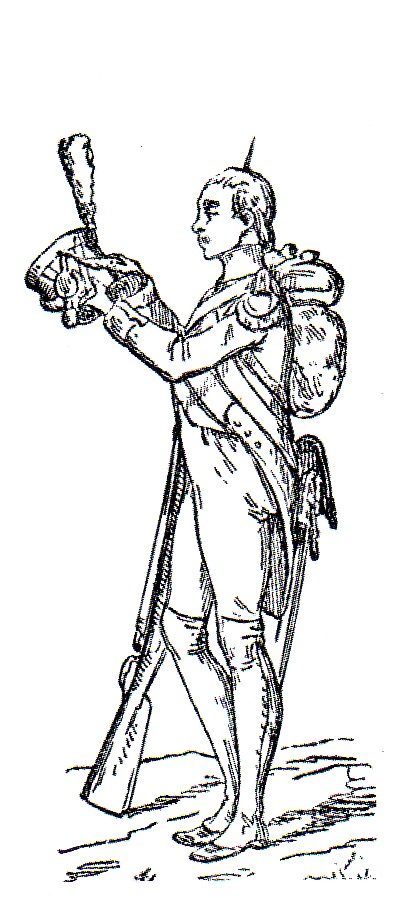
Füsilier
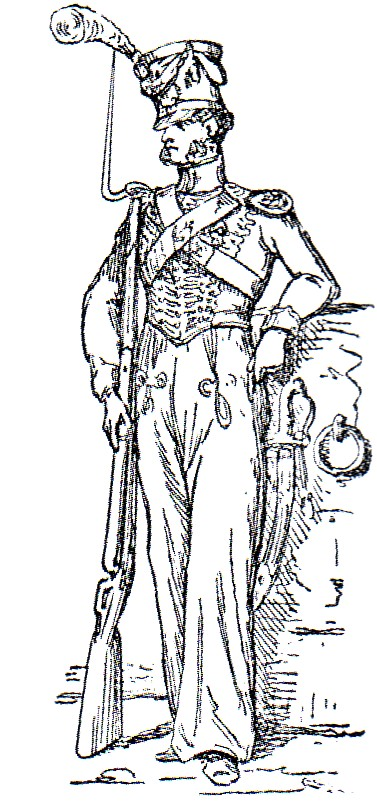
Marineinfanterist
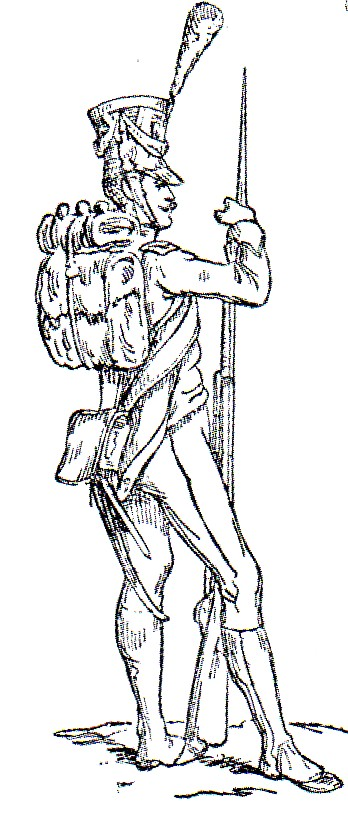
Tirailleur
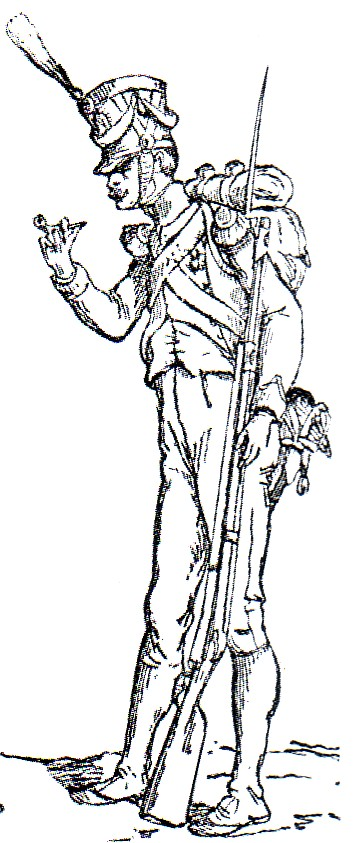
Voltigeur
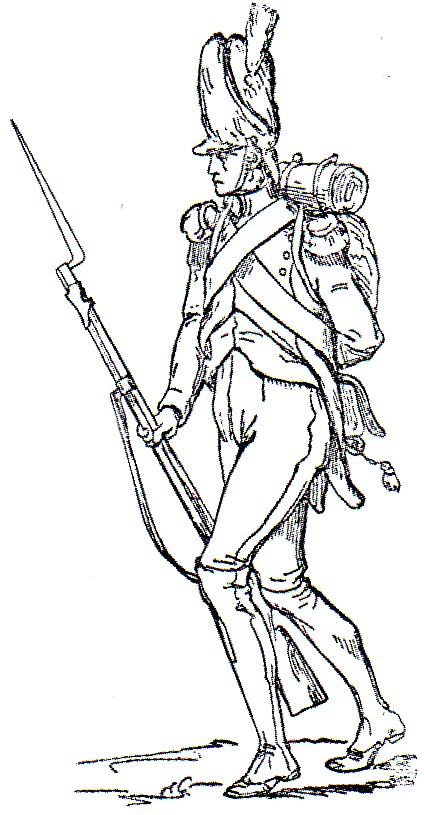
Artillerist
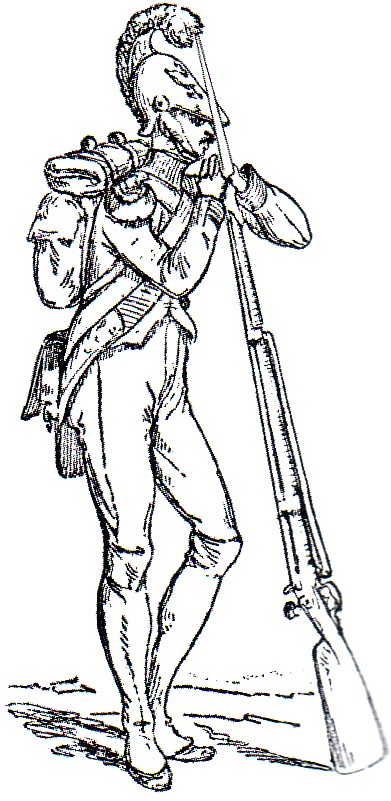
Pionier

Illustration der Garde-Kavallerie-Regimenter von Adolphe de Chesnel
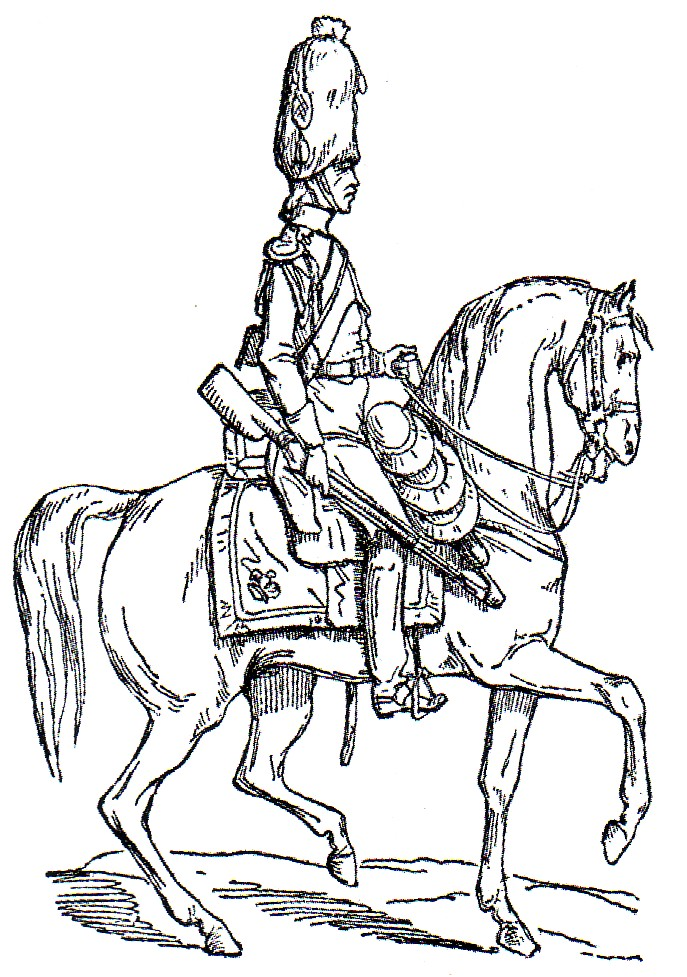
Grenadier zu Pferde
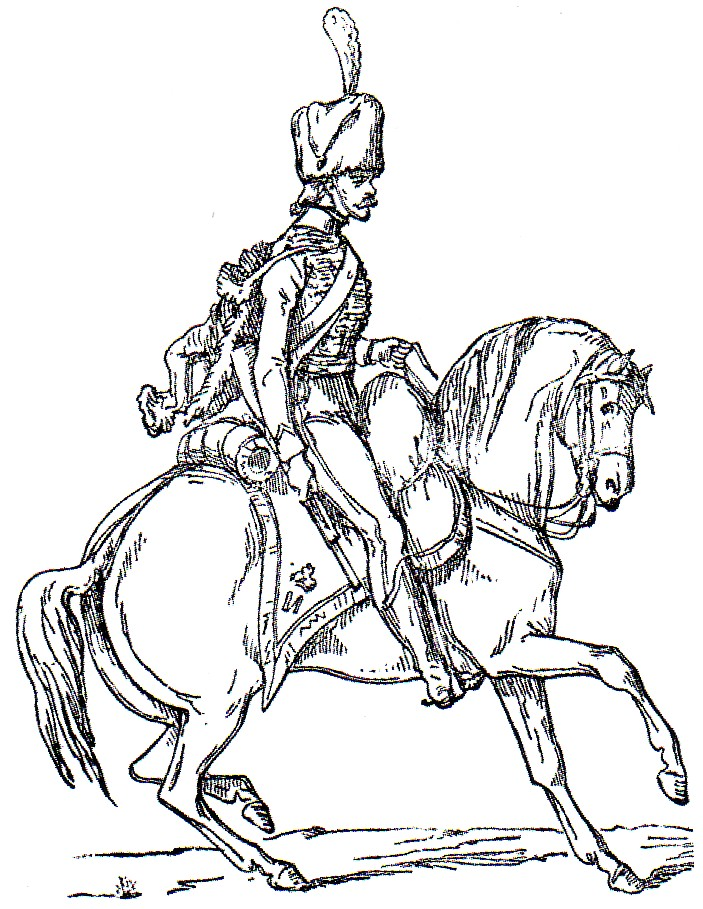
Artillerist zu Pferde
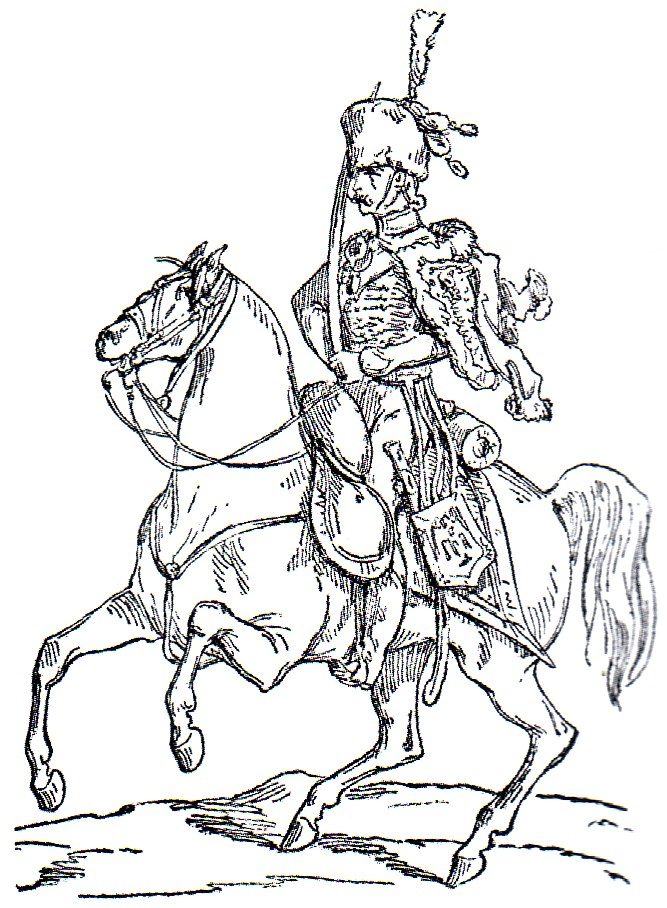
Jäger zu Pferde
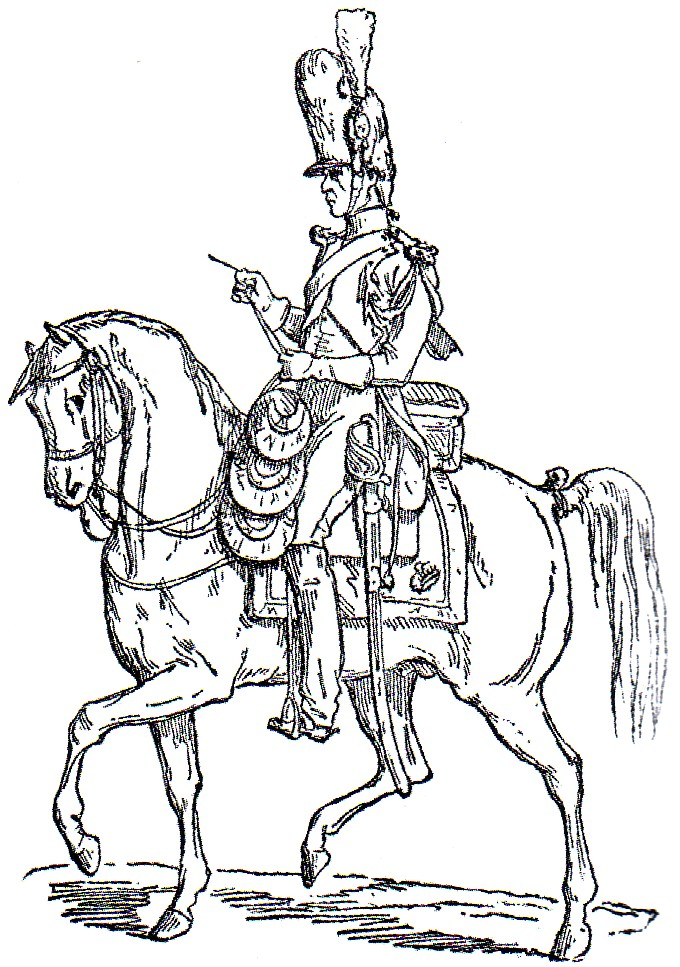
Gendarme zu Pferde
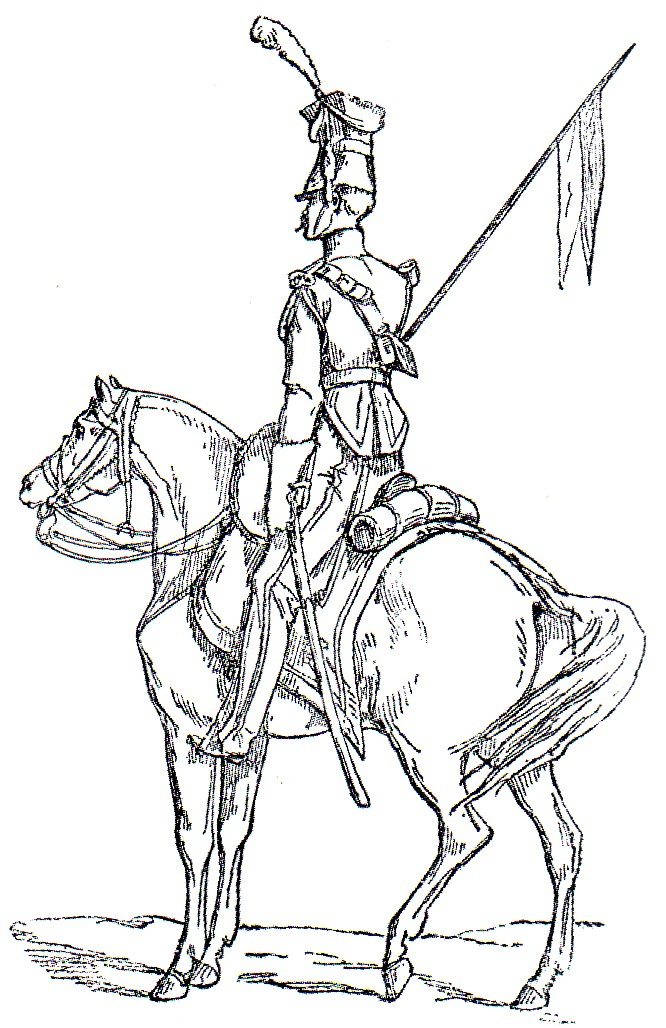
Ulan
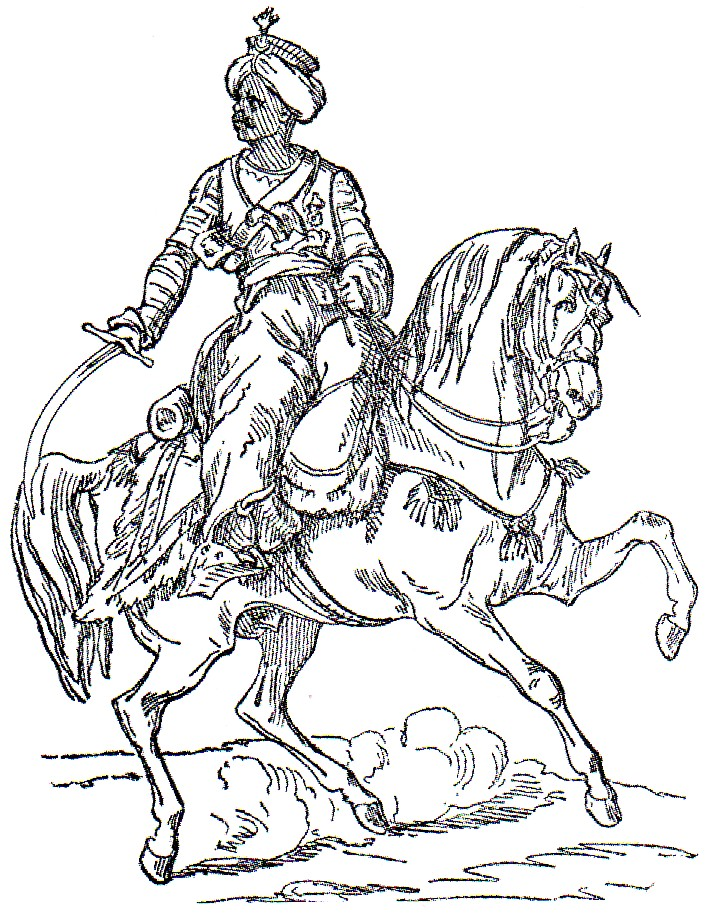
Mameluke
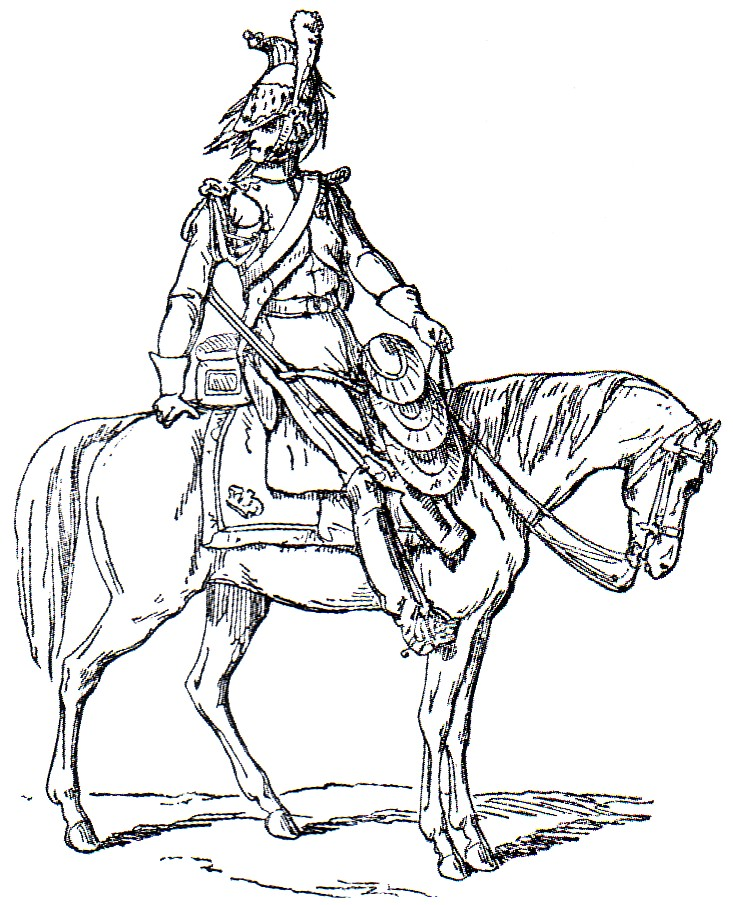
Dragoner
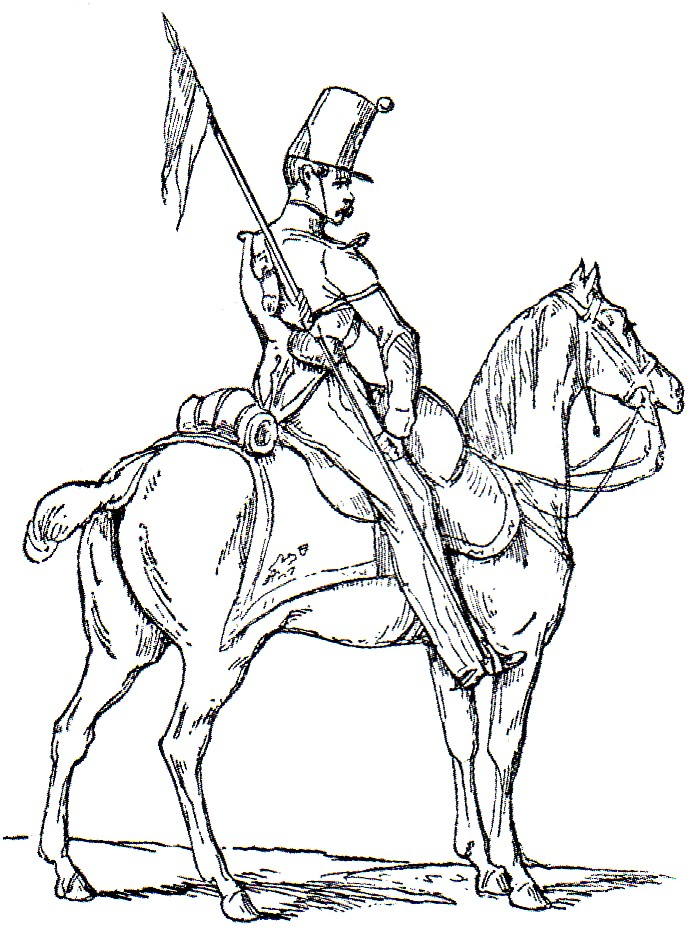
Éclaireur (Aufklärer)

## Einsatz der Garde
Napoleon nutzte die Garde in seinen Schlachten häufig als letzte Reserve und setzte sie bevorzugt in schlachtentscheidenden Situationen ein. Insbesondere den Einsatz der Alten Garde zögerte er gerne so lange wie möglich hinaus. In einigen Schlachten (wie z. B. bei Austerlitz) blieb die Alte Garde infolgedessen weitgehend untätig.
Dagegen wurde die Junge Garde – die im Feldzug von 1813 auf je 19 Regimenter Voltigeure und Tirailleure angewachsen war – vergleichsweise häufig an der Seite der Linientruppen eingesetzt.

## Mythen und Legenden

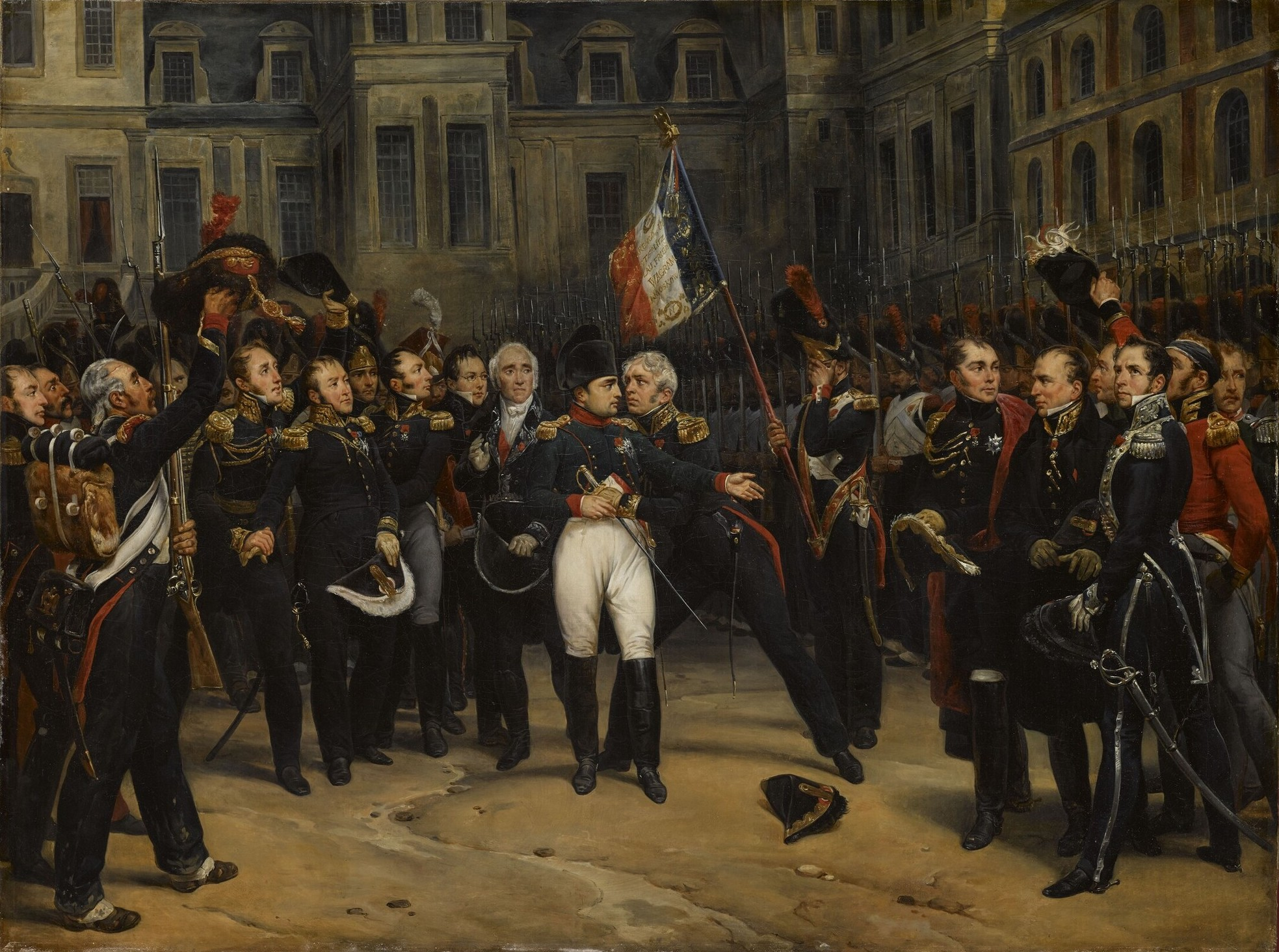
Napoléons Abschied von der Garde in Fontainebleau (1814). Historiengemälde des französischen Malers Antoine-Alphonse Montfort aus dem 19. Jahrhundert

Auf den Gemälden der Historienmalerei des 19. Jahrhunderts wird häufig nur die sogenannte „Alte Garde“ dargestellt, die Bärenfellmützen trug. Die berittenen Grenadiere wurden von den Linientruppen etwas verächtlich „die Unsterblichen“ genannt, da sie normalerweise nicht im Gefecht, sondern „nur“ als Bedeckung des kaiserlichen Hauptquartiers eingesetzt wurden.
Die Grenadier-Regimenter der „Alte Garde“ mit den hohen Bärenfellmützen wurden von ihren Gegnern ehrfürchtig und respektvoll als „Götter“ bezeichnet, da sie auf dem Schlachtfeld aufgrund ihrer gesteigerten Größe eine beeindruckende Erscheinung darstellten. Die Vorstellung, es habe sich bei der Garde ausschließlich um gutausgestattete Soldaten gehandelt, hält vor zeitgenössischen Zeugnissen nicht stand. So schrieb etwa der britische Künstler Benjamin Haydon nach seinem Besuch in Schloss Fontainebleau im Jahre 1814:

“More dreadful looking fellows than Napoleon’s Guard I have never seen. They had the look of thoroughbred, veteran, disciplined banditti. Depravity, recklessness, and bloodthirstiness were burned into their faces […] Black mustachios, gigantic bearskins, and a ferocious expression were their characteristics.”

„Ich habe niemals Soldaten gesehen, die schauderhafter aussahen als diejenigen der napoleonischen Garde. Sie sahen aus wie hochgezüchtete, kampferprobte, disziplinierte Straßenräuber. Verderbtheit, Rücksichtslosigkeit und Blutdurst waren in ihre Gesichter eingebrannt […] Schwarze Schnurrbärte, riesige Bärenfelle [Bärenfellmützen] und ein grimmiger Gesichtsausdruck machten ihre Erscheinung aus.“

Auch wenn Haydons Urteil über die beschriebenen Soldaten wohl nicht vorurteilsfrei war und seine Schilderung Erwartungen seiner englischen Landsleute bediente, so ist auch aus anderen Quellen belegt, dass im Frühjahr 1814 die zum Teil nur noch provisorisch ausgerüsteten Garderegimenter nicht dem Bild entsprachen, das später von ihnen gemalt wurde. Das traf allerdings auch auf viele andere damalige Armeen zu.
In Frankreich wurden die Soldaten der „Alten Garde“ als « grognards » (deutsch: „Brummbären“) bezeichnet.
Bei der Schlacht von Waterloo wurde auch die Kaiserliche Garde in die allgemeine umfassende Niederlage hineingezogen. Nach einem letzten verlustreichen Angriff befand sie sich in unhaltbarer Stellung und wurde zur Übergabe aufgefordert. Pierre Cambronne, Kommandeur des 1. Garde-Jäger-Regiments zu Fuß,  wurde das Zitat zugeschrieben « la vieille garde meurt, mais elle ne se rend pas » (deutsch: „Die (alte) Garde stirbt, aber sie ergibt sich nicht“) (geflügelte Worte).

## Übersicht über den Gesamtbestand der Garde

### Infanterie

#### Vieille Garde (Alte Garde)
Diese bestand aus altgedienten Veteranen, die für sich in Anspruch nahmen die verdienstvollsten Soldaten in der französischen Militärgeschichte zu sein.
- 1er régiment de grenadiers à pied de la Garde impériale (aufgestellt 1799)
- 1er régiment de chasseurs à pied de la Garde impériale (aufgestellt 1800)

#### Moyenne Garde (Mittlere Garde)
Grenadiers (Grenadiere)

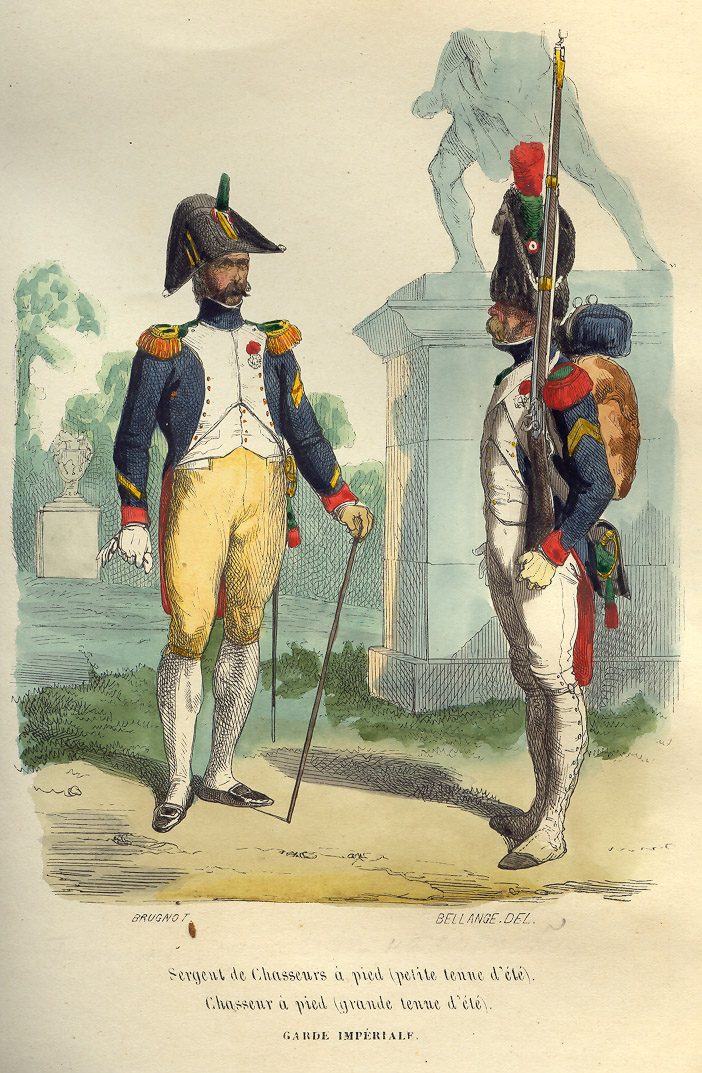
Chasseurs à pied der Alten Garde

Bei der Aufstellung der Mittleren Garde im Jahre 1804 bestanden die Grenadiere aus einem Regiment zu zwei Bataillonen mit 1620 Mann, angeschlossen war ein Bataillon Veliten zu 950 Mann.
1806 wurde ein zweites Regiment Grenadiere errichtet. Bereits 1808 wurden die beiden Regimenter zusammengelegt. Im Jahre 1810, nach der Annexion des holländischen Königreichs wurde das dort vorhandene königliche Gardegrenadierregiment als neues 2. Grenadierregiment zu Fuß in die Mittlere Garde eingegliedert.
1815 bestanden vier Regimenter Grenadiere zu Fuß in der mittleren Garde:
- 2e régiment de grenadiers à pied de la Garde impériale (1806–1809 und 1811–1815)
- 2e régiment de grenadiers à pied (hollandais) (ab 1810)
- Bataillon de grenadiers polonais (Polnisches Grenadierbataillon – aufgestellt 1812)
- 3e régiment de grenadiers à pied de la Garde impériale (aufgestellt 1811)
- 4e régiment de grenadiers à pied de la Garde impériale (aufgestellt 1815)

Chasseurs à pied (Jäger zu Fuß)
Die Chasseurs à pied der Garde wurden gleichzeitig mit den Grenadieren aufgestellt. In der Theorie rekrutierten sie sich aus der Leichten Infanterie, während sich die Grenadiere aus der Linieninfanterie ergänzten.
- 2e régiment de chasseurs à pied de la Garde impériale
- 3e régiment de chasseurs à pied de la Garde impériale (aufgestellt 1815)
- 4e régiment de chasseurs à pied de la Garde impériale (aufgestellt 1815)

Fusiliers (Füsiliere)
- Régiment des fusiliers-chasseurs de la Garde impériale (1er régiment de fusiliers de la Garde impériale – aufgestellt 1806)
- Régiment des fusiliers-grenadiers de la Garde impériale (2e régiment de fusiliers de la Garde impériale – aufgestellt 1806)

#### Jeune Garde (Junge Garde)
- 1er régiment de tirailleurs de la Garde impériale (aufgestellt 1809–1810)
- 2e régiment de tirailleurs de la Garde impériale (aufgestellt 1809–1810)
- 3e régiment de tirailleurs de la Garde impériale (aufgestellt 1809–1810)
- 4e régiment de tirailleurs de la Garde impériale (aufgestellt 1809–1810)
- 1er régiment de voltigeurs de la Garde impériale (aufgestellt 1809–1810)
- 2e régiment de voltigeurs de la Garde impériale (aufgestellt 1809–1810)
- 3e régiment de voltigeurs de la Garde impériale (aufgestellt 1809–1810)
- 4e régiment de voltigeurs de la Garde impériale (aufgestellt 1809–1810)
- Régiment de flanqueurs-chasseurs de la Garde impériale (aufgestellt 1811)
- Régiment de flanqueurs-grenadiers de la Garde impériale (aufgestellt 1813)

Tirailleurs (Schützen)
- 5e régiment de tirailleurs de la Garde impériale (aufgestellt 1811)
- 6e régiment de tirailleurs de la Garde impériale (aufgestellt 1811)
- 7e régiment de tirailleurs de la Garde impériale (aufgestellt 1813)
- 8e régiment de tirailleurs de la Garde impériale (aufgestellt 1813)
- 9e régiment de tirailleurs de la Garde impériale (aufgestellt 1813)
- 10e régiment de tirailleurs de la Garde impériale (aufgestellt 1813)
- 11e régiment de tirailleurs de la Garde impériale (aufgestellt 1813)
- 12e régiment de tirailleurs de la Garde impériale (aufgestellt 1813)
- 13e régiment de tirailleurs de la Garde impériale (aufgestellt 1813)
- 14e régiment de tirailleurs de la Garde impériale (aufgestellt 1814)
- 15e régiment de tirailleurs de la Garde impériale (aufgestellt 1814)
- 16e régiment de tirailleurs de la Garde impériale (aufgestellt 1814)

Voltigeurs
- 5e régiment de voltigeurs de la Garde impériale (aufgestellt 1811)
- 6e régiment de voltigeurs de la Garde impériale (aufgestellt 1811)
- 7e régiment de voltigeurs de la Garde impériale (aufgestellt 1813)
- 8e régiment de voltigeurs de la Garde impériale (aufgestellt 1813)
- 9e régiment de voltigeurs de la Garde impériale (aufgestellt 1813)
- 10e régiment de voltigeurs de la Garde impériale (aufgestellt 1813)
- 11e régiment de voltigeurs de la Garde impériale (aufgestellt 1813)
- 12e régiment de voltigeurs de la Garde impériale (aufgestellt 1813)
- 13e régiment de voltigeurs de la Garde impériale (aufgestellt 1813)
- 14e régiment de voltigeurs de la Garde impériale (aufgestellt 1814)
- 15e régiment de voltigeurs de la Garde impériale (aufgestellt 1814)
- 16e régiment de voltigeurs de la Garde impériale (aufgestellt 1814)

Dragons à pied (Dragoner zu Fuß)
Insgesamt dreimal wurden berittene Einheiten in Kompanien in Dragoner zu Fuß umgewandelt. Sie waren den Grenadieren der Garde zugewiesen, ohne jedoch diesen anzugehören. Ihr Bestehen war jedoch jedes Mal nur von kurzer Dauer und sie wurden bald wieder beritten gemacht.
- 1er régiment de dragons à pied
- 2e régiment de dragons à pied

#### Andere Corps
- Pupilles de la Garde

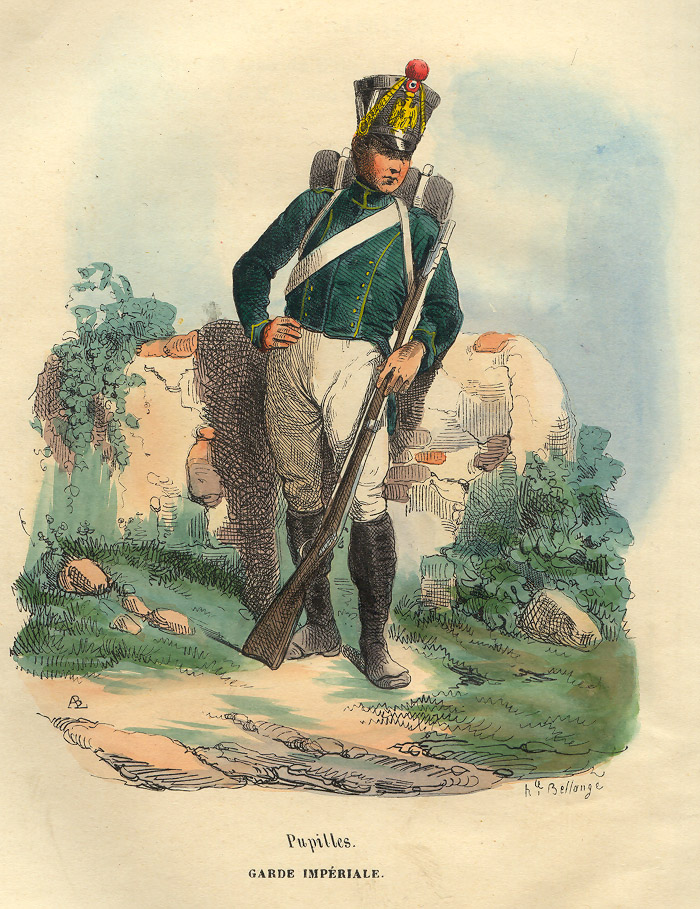
Pupille de la Garde impériale

Das Régiment des Pupilles de la Garde wurde 1811 aus den königlich holländischen Veliten (Söhne von gefallenen Soldaten) gebildet. Das Regiment bestand aus neun Bataillonen, war aber 1813 auf zwei Bataillone zurückgegangen, da die anderen in die Einheiten der Tirailleurs und Voltigeurs der Jungen Garde überstellt worden waren.
- Vélites de Turin et de Florence (Veliten von Turin und Florenz)

Es bestand je ein Bataillon, aufgestellt 1809. Organisation und Uniformen ähnelten den Fusiliers de la Garde.
- Petite garde (Kleine Garde)

Die Petite garde war dem König von Rom zugeteilt.

### Kavallerie
- 1804

existierten drei Einheiten

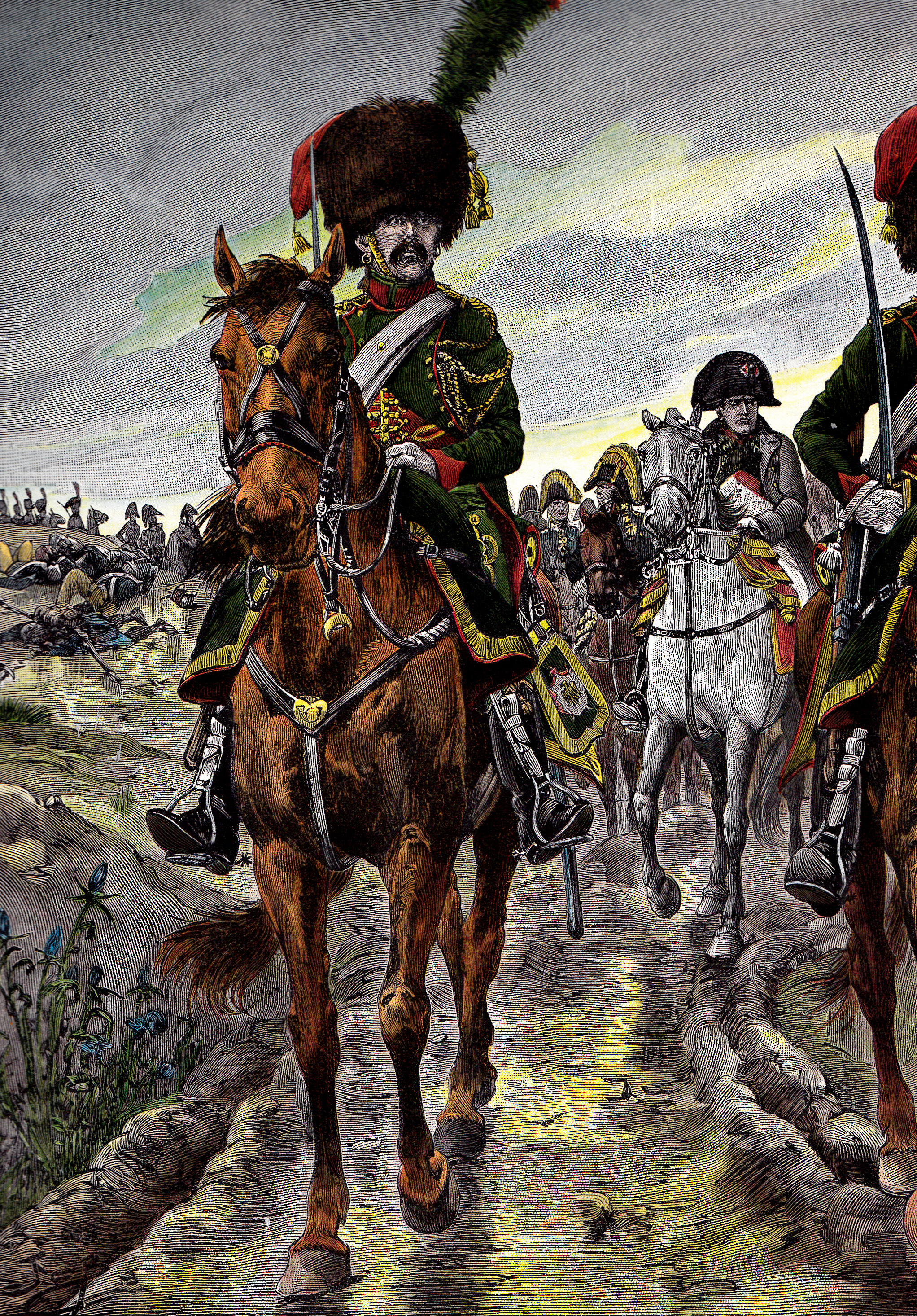
Chasseurs à cheval der Garde impériale als Geleit des Kaisers.

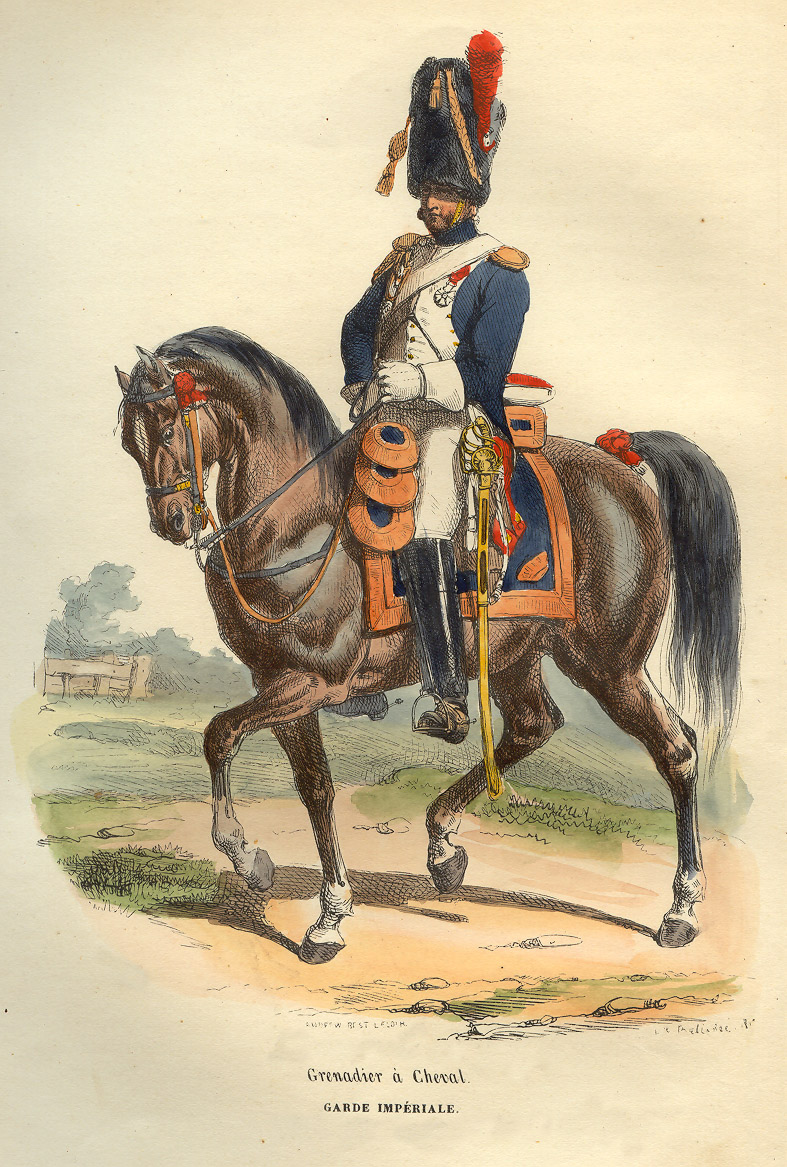
Grenadier à cheval de la Garde impériale.

- die Grenadiers à cheval de la Garde impériale (Vieille Garde).
- die Chasseurs à cheval de la Garde impériale (Vieille Garde) – einschließlich der unterstellten Mamelouks de la Garde impériale
- zwei Escadrons der Gendarmes d’élite
- 1806
- die Dragons de la Garde impériale wurden aufgestellt.
- 1807

Nach dem Einmarsch in Polen befahl Napoléon die Aufstellung des Régiment Lanciers polonais de la Garde impériale, das aus polnischen Adeligen gebildet wurde. Die Lanze erhielten sie jedoch erst nach der Schlacht bei Wagram 1809.
- 1808

Das Regiment Chevau-légers de Berg wurde an die Garde angegliedert, dann 1809 aufgelöst, die Reiter in die Chasseurs à cheval (Vieille Garde) überstellt.
- 1809

Das Regiment Chasseurs à cheval de Berg erhielt die Lanze und wurde der Garde zugeteilt.
- 1810

Das 2e régiment de chevau-légers lanciers de la Garde impériale (genannt « lanciers rouges ») wurde aus dem Regiment der holländischen Gardehusaren gebildet.
- 1812

Zu Beginn des Russlandfeldzuges hatte die Gardekavallerie ihren personellen Höchststand erreicht.
Die Regimenter der Grenadiers à cheval, der Chasseurs à cheval, der Dragons und der polnischen Chevau-légers lanciers bestanden je aus fünf Escadrons. Es wurde noch ein 3. Regiment der Chevau-légers lanciers aufgestellt, das aber bereits vor dem Ende des Feldzuges vernichtet worden war.
Theoretisch sollte jedes Regiment der Chevau-légers lanciers mit einer 120 Reiter starken Escadron Tartares lituaniens (Litauische Tartaren) ausgestattet sein, es kam jedoch nur zur Aufstellung einer solchen Escadron beim 3. Regiment.
- Zurück aus Russland

Die Gardekavallerie wurde in Russland nahezu gänzlich vernichtet, man stellte sie dann allerdings neu auf. Dazu kam die Neuaufstellung der drei Regimenter Éclaireurs de la Garde impériale, die mit der Lanze ausgerüstet wurden und deren 1. Regiment den Grenadiers à cheval, das 2. Regiment den Dragons und das 3. Regiment den Chevau-légers lanciers zugeteilt wurde. Die beiden ersten Regimenter bestanden aus Franzosen, das 3. Regiment wurde aus Polen rekrutiert.
- 1813

In diesem Jahr erfolgte dann noch die Aufstellung von vier Regimentern Gardes d’honneur, die aus Angehörigen der Söhne des Adels und des gehobenen Bürgerstandes aus Frankreich, Belgien, Holland und Italien angehören sollten. Napoléon setzte dabei auf die Jugendlichen, die von der Einziehung bisher verschont geblieben waren. Sie sollten dieser Gardeformation beitreten und sich dabei noch auf eigene Kosten ausstatten.
- Chasseurs à cheval (Vieille Garde)

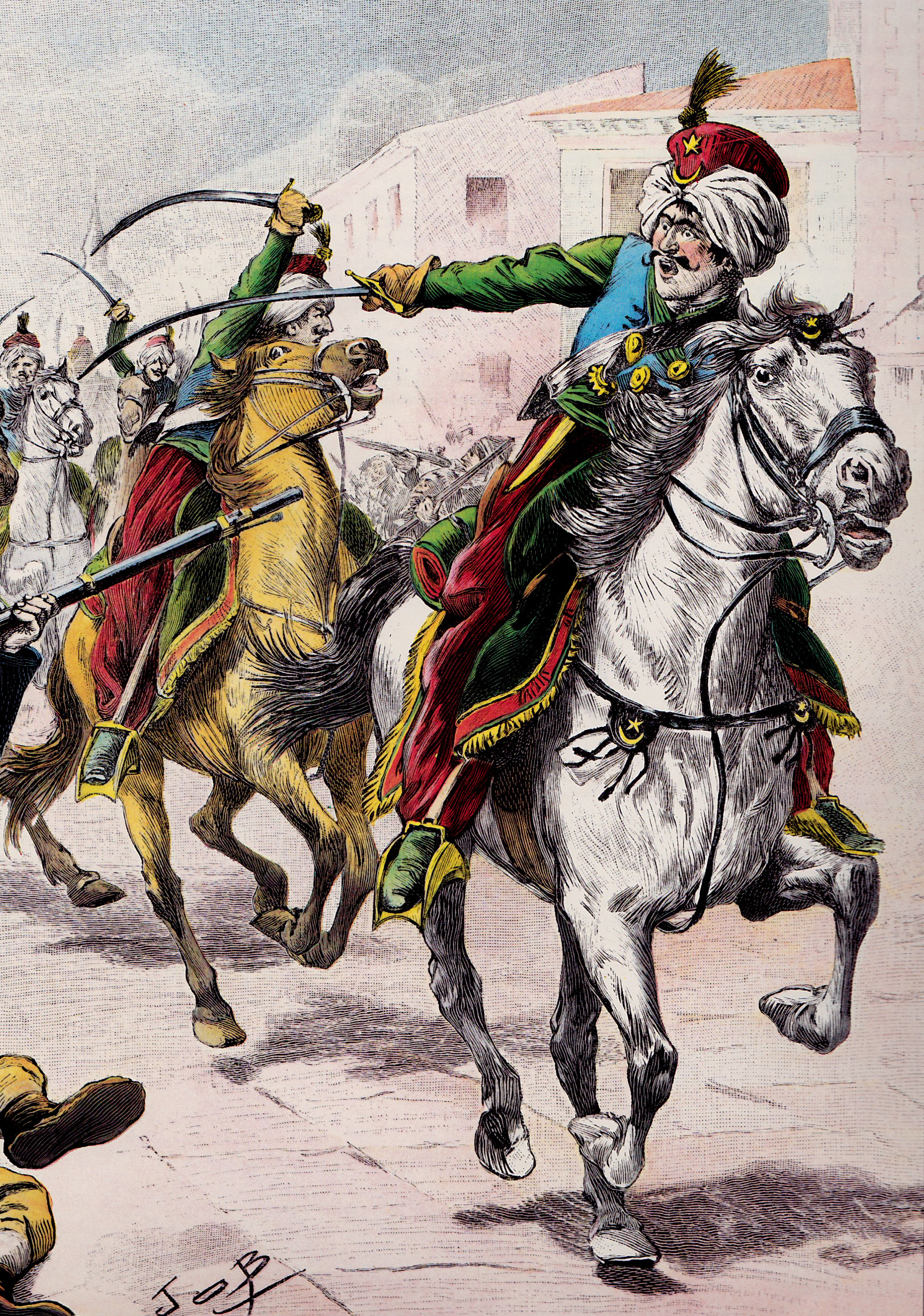
Attacke der Mamelouks de la Garde impériale bei Madrid am 2. Mai 1808.

Das Regiment bestand aus vier Escadrons.
- Mamelouks de la Garde impériale

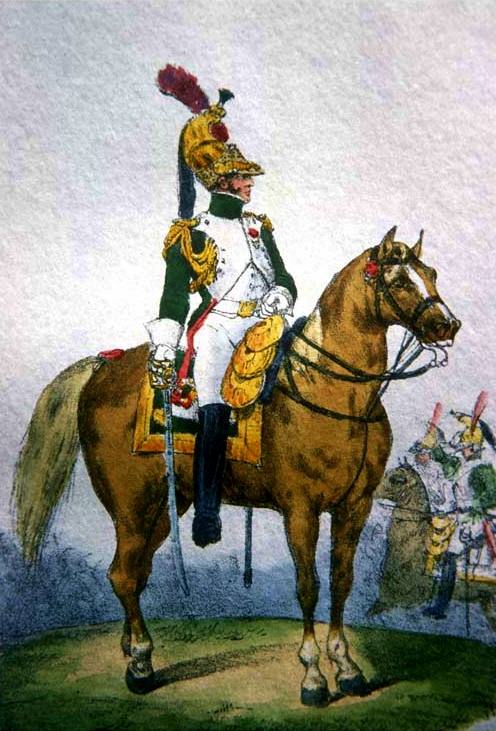
Offizier der Dragons de l’Impératrice, Gemälde von Carle Vernet.

- (Aufgestellt 1813), Nachfolgeeinheit einer 1804 aufgestellten Kompanie. Zugeteilt dem Régiment des chasseurs à cheval.

```
Grenadiers à cheval (Vieille Garde)
```

Das Regiment bestand aus vier Escadrons.
Régiment de dragons de la Garde impériale  (Dragoner)
- (genannt Dragons de l’Impératrice)

```
Chevau-légers lanciers
```

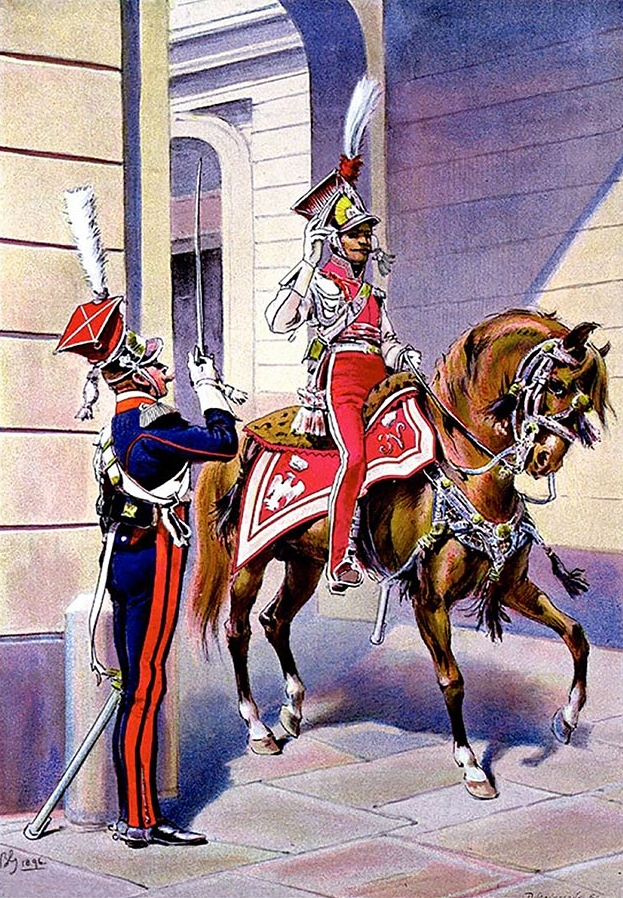
Ein Lancier polonais de la Garde impériale grüßt einen Offizier, Gemälde von Bronisław Gembarzewski

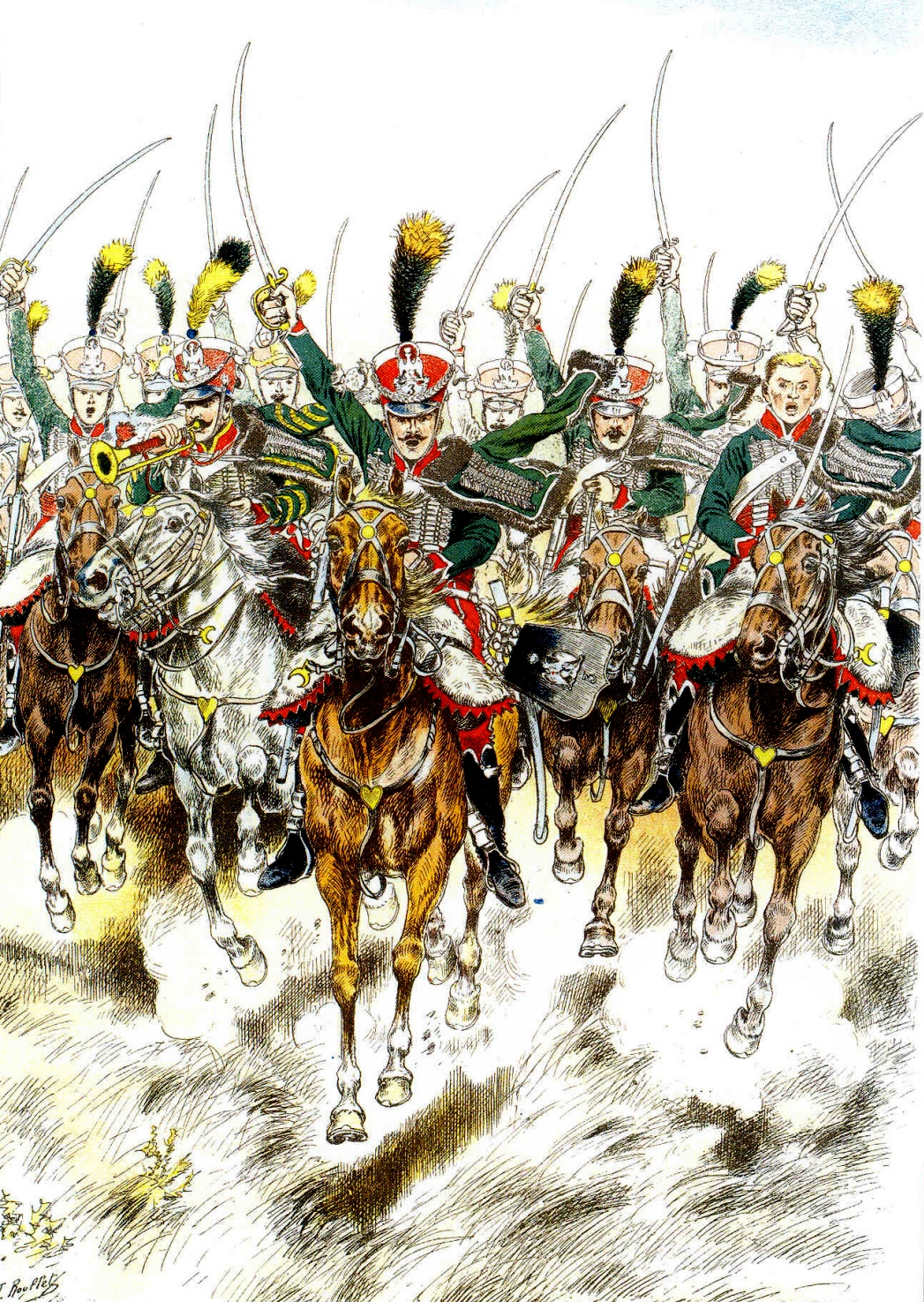
Gardes d’honneur des 3. Regiments im Angriff. Gemälde von Jules Rouffet.

- 1er régiment de chevau-légers polonais de la Garde impériale (aufgestellt 1807). Nach der Ausrüstung mit der Lanze 1809 umbenannt in Chevau-légers lanciers polonais
- 2e régiment de chevau-légers lanciers de la Garde impériale (genannt Lanciers rouges – Rote Ulanen), aufgestellt 1810 aus den holländischen Gardehusaren. Bestehend aus 8 Bataillonen und ab 1813 mit einer Kompanie der Garde municipale de Paris. Die ersten vier (holländischen) Bataillone gehörten zur Alten Garde, die weiteren vier (französischen) Bataillone gehörten zur Jungen Garde.
- 3e régiment de chevau-légers lanciers de la Garde impériale (aufgestellt und vernichtet 1812)

Gendarmerie d’élite (Elitegendarmerie)
Es existierten zwei Kompanien:
- Gendarmerie d’élite de la Garde impériale
- Gendarmerie d’ordonnance de la Garde impériale

#### Gardes d’honneur (Ehrengarde)
- 1er régiment de gardes d’honneur de la Garde impériale
- 2e régiment de gardes d’honneur de la Garde impériale
- 3e régiment de gardes d’honneur de la Garde impériale
- 4e régiment de gardes d’honneur de la Garde impériale

#### Éclaireurs (Aufklärer der Garde)
Das 1. Regiment gehörte zur Alten Garde.
- 1er régiment des éclaireurs de la Garde impériale
- 2e régiment des éclaireurs de la Garde impériale
- 3e régiment des éclaireurs de la Garde impériale

Alle Regimenter wurden am 9. Dezember 1813 aufgestellt.

#### Sonstige Truppenteile
- Chevau-légers du Grand-duché de Berg
- Tartares lituaniens de la Garde impériale (eine Escadron 1812 aufgestellt)

### Artillerie

#### Artillerie à cheval (Berittene Artillerie)

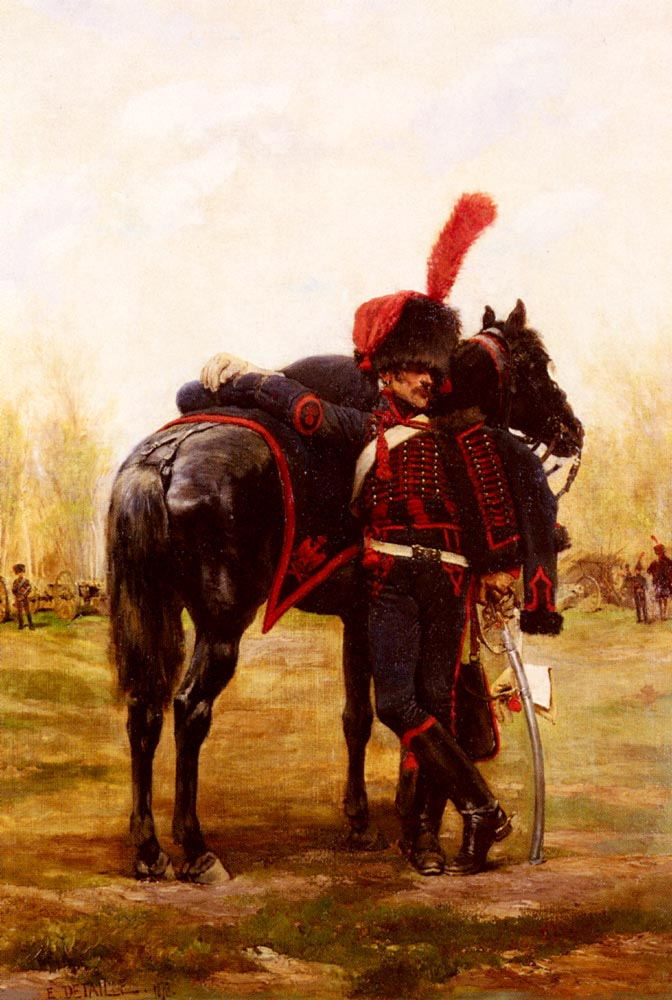
Berittener Artillerist der Garde

Ursprünglich existierte 1804 eine einzelne Kompanie berittener Artillerie in der Garde. Im Jahre 1806 wurde sie zum Regiment aufgestockt. Ausgerüstet war es mit 6-pfünder Kanonen, die mehrheitlich aus Beutestücken bestanden.
- Régiment d’artillerie à cheval de la Garde impériale

#### Artillerie à pied (Fußartillerie)
Im Jahre 1808 wurde das „Régiment d’artillerie à pied de la Garde“ aufgestellt. Es führte 12-pfünder Kanonen. Ein zweites Regiment wurde 1812 errichtet.
- 1er régiment d’artillerie à pied de la Garde impériale
- 2e régiment d’artillerie à pied de la Garde impériale

#### Train d’artillerie (Artillerietrain)

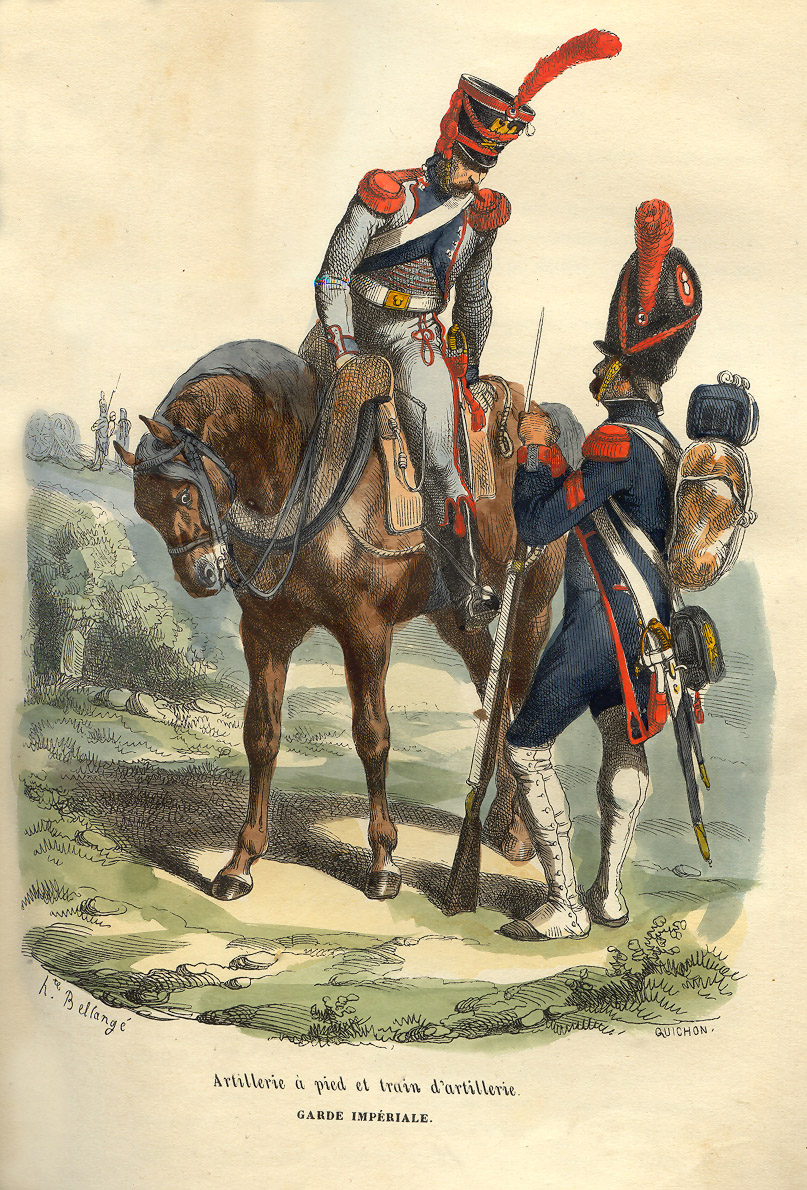
Artillerie-Trainsoldat und Fußartillerist der Garde

Die Artillerie wurde im Laufe der Zeit zu einer Waffe, die immer wichtiger wurde. Das wirkte sich auch auf den Train als Versorger der Artillerie aus. Er wurde bis zum Ende des Kaiserreichs immer umfangreicher.
Im Jahre 1806 bestand er aus einem Bataillon, 1809 aus zwei Bataillonen. Im Februar 1810 wurde ein Regiment zu drei Bataillonen errichtet, dem im April ein zweites Regiment folgte. Während der Herrschaft der Hundert Tage bestand der Artillerietrain noch aus neun Kompanien, von denen eine der Jungen Garde zugeteilt war.
- 1er régiment du train d’artillerie de la Garde impériale
- 2e régiment du train d’artillerie de la Garde impériale

### Marine (Marineinfanterie)

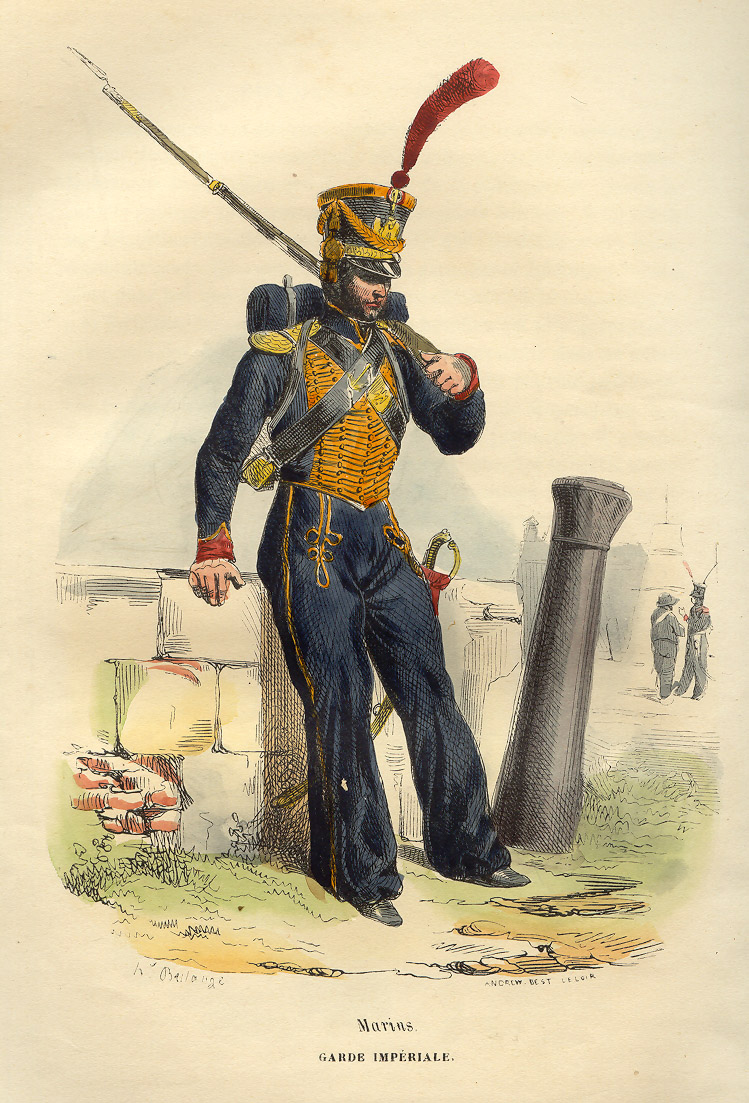
Marineinfanterist der Garde

Aufgestellt im September 1803 wurde die Einheit der „Marins de la Garde impériale“ der Alten Garde zugewiesen. Es handelte sich um ein Bataillon, das in fünf « Équipages » eingeteilt war. Der größte Teil des Bataillons wurde 1808 in der Schlacht bei Bailén vernichtet. Im Jahre 1809 existierte daher nur noch eine „Équipage“. Im September 1810 wurde das Bataillon wieder auf acht „Équipages“ gebracht. 1815, in der Garde der Herrschaft der Hundert Tage existierte nur eine „Équipage“ zu 150 Mann. Das Bataillon de marins de la Garde impériale war oftmals der Artillerie unterstellt.

### Génie (Pioniere)
Im Jahre 1813 bestanden die Gardepioniere sie aus 275, schließlich aus 400 Mann die der Jungen Garde zugeteilt wurden. Im Januar 1814 wurde die Genié de la Garde in einem Bataillon zu vier Kompanien zusammengefasst. Die 1. Kompanie gehörten zur Alten Garde. In den Feldzügen wurde die Uniform der Linienpioniere getragen.
Nach dem Großbrand in der Österreichischen Botschaft 1810 in Paris wurden die Sapeurs de la Garde impériale in Stärke von 140 Mann aufgestellt. Sie sollten als Feuerwehr für die kaiserlichen Paläste dienen.

### Sonstige Dienste
- Bataillon d’instruction de Fontainebleau

Ausbildungsbataillon in Fontainebleau – aufgestellt 1812 zur Ausbildung von Unteroffizieren der Jungen Garde.
- Pontonniers

Eine Schwimmbrückenkompanie wurde für den Russlandfeldzug dem Garde-Fußartilleriegiment zugewiesen. Die Kompanie konnte sich in der Schlacht an der Beresina auszeichnen.
- Sanitätsdienst

Der Sanitätsdienst der Garde war fähigen Männern wie Dominique Jean Larrey, Pierre-François Percy und René-Nicolas Dufriche Desgenettes anvertraut, die aber mit nur sehr ungenügenden Mitteln ausgestattet waren. Aus diesem Grund blieb die Amputation im Angesicht der ernsten Verletzungen oftmals die einzige Möglichkeit – auch weil man keine Möglichkeiten einer qualitativ ausreichenden Versorgung sah.